# Guido Baranowski
Gerd Guido Baranowski (* 1953 in Unna) ist ein deutscher Manager. Er ist Geschäftsführer des TechnologieZentrumDortmund.

## Werdegang
Nach Ausbildung zum Industriekaufmann studierte Baranowski Betriebswirtschaftslehre in Dortmund und Volkswirtschaft in Münster. Im Anschluss war er in verschiedenen Stellungen in der Industrie und in der öffentlichen Wirtschaftsförderung tätig. Im März 1985 war er für das Konzept zum Auf- und Ausbau des TechnologieZentrumDortmund (TZDO) und den angrenzenden Technologiepark verantwortlich. Dank seiner Initiativen siedelten sich dort mehr als 250 Unternehmen an und es wurden  über 8000 Arbeitsplätze geschaffen oder gesichert. Er trug so nachhaltig zum Strukturwandel in der Region Rhein-Ruhr bei.
Von 1990 bis 2001 war er Vorsitzender des Bundesverbandes der Technologiezentren. Er ist Autor von etwa 50 Veröffentlichungen zur Technologie- und Strukturpolitik.

## Ehrungen
- 2011: Verdienstkreuz 1. Klasse der Bundesrepublik Deutschland[1] für das Engagement an der Schnittstelle zwischen Wissenschaft und Wirtschaft[2]
- Ehrenvorsitzender des Bundesverbandes der Technologiezentren
- City-Ring 2012[3][4][5]